# Cigarettes and Valentines
Cigarettes and Valentines é um álbum não-lançado pelo trio de punk rock estadunidense Green Day. O álbum seria o sétimo lançamento de estúdio do grupo, sendo o sucessor original de Warning, que acabou então sendo sucedido pelo American Idiot. O álbum chegou a ser gravado e estava quase pronto, mas as fitas masterizadas das 20 faixas foram todas roubadas do estúdio. Em vez de regravar o material, a banda optou por começar algo do zero e assim lançaram o American Idiot em 2004.

## História
O vocalista e guitarrista da banda, Billie Joe Armstrong, afirmou que o material do álbum era "coisa boa". Musicalmente, as faixas eram de punk rápido e forte, algo próximo dos álbuns Kerplunk e Insomniac. O som contrastaria com os álbuns anteriores, Nimrod e Warning. O baixista Mike Dirnt descreveu a decisão da banda de retornar a seu antigo som dizendo: "Nós fizemos uma pausa legal da nossa música forte e rápida e isso nos fez querer fazê-la de novo." Contudo, o Green Day mais tarde chamaria o roubo de "uma benção disfarçada", acreditando que o álbum não era "Green Day máximo".
Quando a banda The Network lançou Money Money 2020 em 30 de setembro de 2003 pela gravadora de Billie Joe, Adeline Records, fãs especularam que a produção nada mais era que uma regravação parcial ou total de Cigarettes and Valentines. Billie Joe negou qualquer conexão entre os dois projetos, embora Mike tenha sugerido estar envolvido no The Network nume entrevista de 2013.

## Performances ao vivo
A faixa título foi tocada pela primeira vez ao vivo num show no Comfort Dental Amphitheatre em Greenwood Village, Estados Unidos, em 28 de agosto de 2010, durante a 21st Century Breakdown World Tour. O show estava sendo filmado para um DVD vindouro, o que levou à especulação de que algumas faixas criadas para o Cigarettes and Valentines seriam lançadas. No mesmo show, eles tocaram a faixa "Olivia", que também foi criada para o álbum. Ambas foram tocadas também em outras ocasiões na mesma turnê. "Cigarettes and Valentines" acabou saindo em um lançamento oficial, Awesome as Fuck. "Too Much Too Soon", um lado B do single "American Idiot", também foi criada originalmente para o Cigarettes and Valentines. Em 14 de fevereiro de 2011, o lyric video oficial da faixa foi lançado no canal da banda no Youtube. Quatro dias depois, o vídeo oficial foi lançado no mesmo canal. Um single ao vivo foi lançado em 21 de fevereiro de 2011 com 2 minutos e 43 segundos da faixa em Phoenix (as imagens do público são de um show em Buenos Aires, Argentina.